# رضا میرباقری
رضا میرباقری (زاده ۱۰ خرداد ۱۳۸۲) بازیکن تیم ملی کبدی مردان ایران است. او تجربه ۲ سال حضور در تیم ملی جوانان و ۴ سال حضور در تیم ملی بزرگسالان را در کارنامه خود دارد و توانسته مدال طلا رقابت‌های کبدی قهرمانی جوانان جهان را به‌دست‌آورد. همچنین میرباقری موفق شد در مسابقات لیگ پرو کبدی (رقابت‌های ستارگان جهان) به مقام قهرمانی برسد و در بازی‌های آسیایی هانگژو هم همراه با تیم ملی ایران موفق به کسب مدال نقره شد.
میرباقری تجربه لژیونر شدن دارد و برای تیم کبدی چیپور هندوستان سابقه بازی دارد. ضمن آنکه از رضا میرباقری به عنوان گران‌ترین کبدی‌باز جهان یاد می‌شود!

## افتخارات
- مدال طلای رقابت‌های کبدی قهرمانی جوانان جهان
- مدال طلای رقابت‌های لیگ پرو کبدی (مسابقات قهرمانی ستارگان جهان)[۱۹][۲۰]
- مدال نقره بازی‌های آسیایی هانگژو[۲۱][۲۲][۲۳]